# Salvatore Morelli
Salvatore Morelli, né le 1er mai 1824 à Carovigno et mort le 22 octobre 1880 à Pouzzoles, est un journaliste, écrivain, féministe et député italien.

## Biographie
Il commence ses études au séminaire de Brindisi. En 1840, il s'installe à Naples pour suivre les études de la faculté de droit de l'Université. Il fréquente les milieux libéraux et devient journaliste au journal Giovine Italia fondée par Giuseppe Mazzini.
En 1848 il participe au soulèvement contre les Bourbons-Siciles. Accusé d'avoir déchiré des portraits du roi Ferdinand II, il est condamné à huit ans de prison qui, de procès en procès , se transforme en douze années de réclusion. En 1858, en résidence forcée à Lecce, il gagne sa vie comme précepteur des enfants d'un pharmacien de la ville. 
En janvier 1860, il est de nouveau emprisonné pendant quelques mois, après avoir refusé une rencontre avec François II. Fin 1860, inspirée par la figure de Garibaldi, il fonde à Lecce la revue Il Dictatore où Morelli souligne les défaillances du nouveau gouvernement.
En 1861, juste après la proclamation de l'unité italienne, il publie un mince ouvrage intitulé La donna e la scienza considerate comme soli mezzi atti a risolvera il problema dell'avenire . Après une réimpression en 1862, le livre trouve sa forme définitive en 1869 (année au John Stuart Mill publie The Subjection of Women)  augmentée de ses premières propositions de réforme législative, et publiée sous le titre: La donna e la scienza o la soluzione del problème sociale.
En 1867, il  se présente au parlement italien dans la circonscription de Sessa Aurunca. Il réussit à se faire élire au terme d'une âpre campagne et devient député, charge qu'il conserve quatre législatures jusqu'en 1880. En 1867, il est le premier en Europe, à déposer un projet de loi pour l'égalité entre les femmes et les hommes intitulé Abolizione della schiavitù domestica con la reintegrazione giuridica della donna, accordando alla donna i diritti civili e politici.  Il propose une nouvelle loi sur la famille, cent ans avant la loi adoptée 1975, qui envisage l'égalité des époux dans le mariage, puis sur le double nom, les droits des enfants illégitimes et le divorce. En 1875, il demande le droit de vote pour les femmes. Durant ses années de députation, il correspond avec les principaux défenseurs des droits de femme en Europe dont Léon Richer.   
Une seule de ses innombrables propositions finit par être approuvée en 1877 : celle recommandant de recevoir le témoignage des femmes dans tous les actes juridiques. Morelli est extravagant  et utopiste, ses initiatives furent fréquemment jugées trop audacieuses et ses interventions au parlement suscitent souvent une franche hilarité. 
Il meurt en novembre 1880 peu de temps après sa défaite pour conquérir un cinquième mandat, puis bien qu'il soit le premier homme politique italien défendant les droits de femmes, il  tombe dans l'oubli durant une centaine d'années.  

## Livres principaux
- Brindisi e Ferdinando II. o il passato il presente e l'avvenire di Brindisi: quadri storici, Lecce, Tipi Del Vecchio, 1848.
- La donna e la scienza considerate come soli mezzi atti a risolvere il problema dell'avvenire, Naples, Stab. tip. delle belle arti, 1861. complété La donna e la scienza o La soluzione del problema sociale, Naples, Stabilimento tipografico dell'Ancora, 1863.
- I tre disegni di legge sulla emancipazione della donna, riforma della pubblica istruzione e circoscrizione legale del culto cattolico nella Chiesa, précédé d'un manifesto di Giuseppe Garibaldi, Florence, Tip. Franco-italiana di A. De Clemente, 1867.
- Lettera politica del deputato Salvatore Morelli ai suoi elettori del collegio di Sessa Aurunca, Napoli, Stab. tipo-lit. dei fratelli de Angelis, 1868.
- La donna e la scienza o La soluzione del problema sociale, Naples, Società Tipografico-Editrice, 1869.
- Riforme legislative proposte al Parlamento italiano dal deputato Salvatore Morelli il giorno 26 maggio 1875 per assicurare con nuove guarentigie giuridiche la sorte dei fanciulli e delle donne, S.l., s.n., 1875.
- Sulla riforma delle leggi penali con riferimento all'ordine della famiglia. Risposta del deputato Salvatore Morelli a Raffaele Conforti ministro guardasigilli, Rome, tip. Botta, 1878.
- Proposta di legge del deputato Salvatore Morelli sul divorzio svolta nella tornata dell'8 marzo 1880 e risposta del Ministro guardasigilli, Rome, Edoardo Perino, 1880.